# バニラ A sweet partner
『バニラ A sweet partner』はアサウラによるライトノベル作品。挿絵は高山瑞季×曽我部修司（シトロネット）が担当。

## 概要
銃の所持が合法化された近未来を舞台に、自由を求めて逃走を続ける2人の少女狙撃手の逃亡劇を描いた作品。狙撃殺人の末に逃避行を繰り返す女子高生2人と、その事件を追う警察側の両側の視点から物語を追っていく構成となっている。
著者のアサウラによると、この作品は著者の前作にしてデビュー作『黄色い花の紅』とともに思い入れの深い作品で、社会と学生の二つの世界の間にいた学生時代の終わりという、社会に出る直前で大人と子供の双方の視点を持っていた当時だからこそ書けた作品だと語っている。また、アンケートはがきの男女比が半々という極めて異例な状況になったという。
明言はされていないが、『黄色い花の紅』と共通した世界観での物語だという事が作中で示唆されている。

## あらすじ
自衛の為の銃器所持が合法化された現代日本。過去の出来事が原因で心に深い傷を持つ2人の女子高生、海棠ケイと梔ナオは、数奇な偶然で遭遇した銃器強奪犯から盗難品のライフル銃を入手したことにより、自分達の心に傷をつけた人々をライフルの狙撃で次々と手にかける。
2人の犯行を狙撃殺人事件として捜査していた警察は、現場に残された弾頭のライフルマークから盗難品のライフルが使用されたことが判ったため、当初は銃器強奪犯による犯行として調査を進めていた。しかし狙撃殺人の現場に偶然居合わせた刑事の元川宏幸が、犯人2人の特徴を目撃したことで捜査が進展。
やがて警察はケイとナオを犯人として目星をつけることになり、元川とその相棒を務める中年刑事の中谷健太郎も含めた刑事らが2人を張り込みするようになる。そしてケイとナオは2人を張り込みしている刑事らの眼前で、過去にケイの思い出を踏みにじった張本人らを銃殺。ついに警察に犯行が露見してしまう。
犯行は露見するも、うまく現場から逃げ出せた2人は、警察との逃避行の末に自分たちの通っている高校での立てこもりに踏み切る。

## 登場人物

### 学生
海棠 ケイ（かいどう -）
17歳の女子高生。中学時代に実母を亡くしており、2年後に大手電機メーカー本社で常務を勤めている父が再婚したものの、父の財産目当てに再婚した継母に実母との思い出を踏みにじられたことでトラブルを起こし、家を追い出された過去をもつ。
現在は地元から遠方の高校に通いつつ、父からの仕送りのもとで一人暮らしをしている。ロゼとジッポーを愛用する。
数奇な偶然で、銃器強奪犯から盗難品の試作ライフルと拳銃・弾薬を購入し、それを用いてナオと共に連続狙撃殺人事件を引き起こす。所有する銃器は、架空の国内ガンメーカーである鷹見社の試作狙撃銃「タカミライフル」およびベレッタ90-Two。
梔 ナオ（くちなし -）
17歳の女子高生。警察学校に通う実兄から帰省のたびに性的暴行を受けた過去を持ち、それゆえ一時期極度の情緒不安定・男性恐怖症に陥っていた。現在も僅かながらその影響が残っており、他人に背中を触られると強い発作を起こしてしまう。髪を金髪にカラーリングしている。
射撃の腕に秀でており、ケイと共に、自分達を苦しめた人々に対して連続狙撃殺人を引き起こす。所有する銃器はケイと同じタカミライフルとSP101三八口径リボルバー。

### 警察
元川 宏幸（もとかわ ひろゆき）
若手刑事。狙撃事件を追う中で犯人の片割れであるナオに撃たれるも生き延び、結果犯人探しが大きく進展する切っ掛けを作った。以降は中島に導かれるままに中谷と共に事件を追ってゆく。所有する銃器は個人所有のスタームルガーP90と支給品のSIG P230JP。
中谷 健太郎（なかや けんたろう）
元川の相棒を務める中年刑事。説得を得意とし、発砲許可が出ている事件でさえ一発たりとも撃たない。所有する銃器は個人所有のコルト ガバメントM1991A1と、元川と同じく支給品のSIG P230JP。
中島 紫柄（なかじま しへい）
狙撃事件の早期解決の為に送り込まれた男。書類上の肩書は刑事となっているが、彼の身元を調べた中谷によるとその実態は異なる。元川と中谷の二人の刑事を半ば引き摺るように事件へと深入りさせていく。
山本（やまもと） - 山田（やまだ）
ケイとナオの高校立てこもりに際して中島が手配した警視庁特殊強襲部隊SATの狙撃チーム。山本は射撃担当で、山田が観測手（スポッター）を務める。使用する狙撃銃はレミントンM700をベースに鷹見社が改良したスペシャルカスタムモデル。
物語終盤、高校に突入した警察の銃器対策部隊により屋上へと追い詰められたケイとナオとの間で狙撃戦を演じる。腕は一流だが実戦経験はない。

## 書誌情報
集英社・スーパーダッシュ文庫刊。
- 2007年4月25日発売 ISBN 978-4086303545